# Rtiče
Rtiče este o localitate din comuna Zagorje ob Savi, Slovenia, cu o populație de 15 locuitori.